# Maria Theresia van Bourbon (1791-1794)
Maria Theresia van Bourbon, infante van Spanje (Aranjuez , 16 februari 1791 - El Escorial bij Madrid, 2 november 1794) was een dochter van het Spaanse koningspaar Karel IV van Spanje en Maria Louisa van Bourbon-Parma. 
Maria Theresia was, hoe jong ook, sinds 21 april 1792 Dame in de Spaanse Maria-Luisa-Orde.